# Apterotettix obtusus
Apterotettix obtusus är en insektsart som beskrevs av Hancock, J.L. 1904. Apterotettix obtusus ingår i släktet Apterotettix och familjen torngräshoppor. Inga underarter finns listade i Catalogue of Life.